# Carriacou
Die Insel Carriacou ist eine zu Grenada gehörende Insel im Karibischen Meer.
Sie ist die größte Insel der Grenadinen, einer Inselgruppe innerhalb der Kleinen Antillen. Carriacou hat eine Fläche von 34 km² und etwa 6000 Einwohner. Die größten Siedlungen auf der Insel sind Hillsborough, L’Esterre, Argyle, Dumfries, Grand Bay, Meldrum und L’Appelle. Die durch Vulkanismus entstandene, bergige Insel ist von Korallenriffen umgeben und erreicht eine Höhe von 291 m. Die Höhe der Erhebungen reicht nicht aus, um vorbeiziehende Wolken zum Abregnen zu bringen; deshalb existiert auf der Insel kein einziger Fluss und die Insel ist deutlich trockener als Grenada.
Von der zu St. Vincent und den Grenadinen gehörenden Union Island im Norden wird sie durch eine etwa 6 km breite Wasserstraße getrennt. Rund 30 km südwestlich liegt Grenada, 5 km im Osten liegt Petite Martinique. Vor der Südküste liegen einige weitere unbewohnte und sehr kleine Inseln: Saline Island mit 0,3 km², Mushroom Island, White Island, Frigate Island mit 0,4 km² und Large Island mit 0,5 km², sowie weitere Felsen und Riffe.
Im Jahr 2023 wurde der „traditionelle Holzbootbau in Carriacou und Petite Martinique“ in die UNESCO-Liste des immateriellen Kulturerbes der Menschheit aufgenommen.
2024 folgte „Shakespeare Mas‘, ein traditioneller Bestandteil des jährlichen Karnevals von Carriacou“ auf diese Liste nach.

## Geschichte
Der Name stammt aus der karibischen Sprache und bedeutet „Insel der Riffe“. Zuerst besiedelten die Arawak die Insel, gefolgt von den Kariben. Die Insel wurde 1656 zum ersten Mal in Père du Tertres Histoire des Antilles erwähnt. Franzosen kamen auf die Insel, bevor Carriacou zusammen mit Grenada 1763 in englischen Besitz gelangte. Baumwolle, Kaffee, Indigo, Zuckerrohr und Kakao wurden in Plantagenwirtschaft angebaut.
Das Auge des Kategorie 4-Hurrikans „Beryl“ zog am 2. Juli 2024 genau über die Insel. Sie wurde laut den Worten des grenadischen Ministerpräsidenten Dickon Mitchell „innerhalb einer halben Stunde dem Erdboden gleichgemacht“.

## Verkehr
Seit 1998 besteht der tägliche Fährverkehr nach Grenada und zur Nachbarinsel Petite Martinique. Direkt an der Küste südwestlich des Hauptorts Hillsborough (ca. 600 Einwohner) liegt Lauriston, ein kleiner Ort mit einem Flugplatz für Kleinflugzeuge. Die Fluggesellschaft SVG Air fliegt von hier regelmäßig die Hauptinsel Grenada an und bietet Charterflüge auf viele weitere Karibik-Inseln. In Hillsborough und der näheren Umgebung fahren viele Busse und Autos. Die Straßen sind in schlechtem Zustand, eng, kurvenreich und zum Teil nicht asphaltiert.

## Wirtschaft
Die meisten Einwohner leben von Viehwirtschaft. Viele Waren müssen aus Grenada importiert werden. Der Tourismus besteht in der Regel aus wenigen Personen, die nur einige Tage in den wenigen Pensionen einfacher Ausstattung verbringen, sowie aus den in der Tyrell Bay ankernden Fahrtenseglern, die hier teilweise für mehrere Wochen ankern. In der Bucht gibt es zwei Werften, in denen Reparaturen an Yachten vorgenommen werden.

## Post
Für die beiden bewohnten Inseln Carriacou und Petite Martinique werden seit dem 24. Dezember 1973 eigene Briefmarken mit der Aufschrift „Grenada-Grenadines“, seit 1999 mit der Aufschrift „Grenada Carriacou & Petite Martinique“ ausgegeben.
Die Briefmarken werden allerdings von einer ausländischen Agentur herausgegeben und sind auf Carriacou und Petite Martinique nicht an den Postschaltern vorrätig.

## Persönlichkeiten
- Herbert Blaize (1918–1989), Premierminister von Grenada; auf Carriacou geboren
- Nicholas Brathwaite (1925–2016), Premierminister von Grenada; auf Carriacou geboren
- Jamora Alves (* 2003), Leichtathletin; auf Carruacou geboren